# Vangunu-Riesenratte
Die Vangunu-Riesenratte (Uromys vika) ist eine Nagetierart aus der Gattung der Mosaikschwanz-Riesenratten (Uromys). Wie alle Mosaikschwanz-Riesenratten ist sie für eine Altweltmaus relativ groß, ihr Gewicht wird auf bis zu 500 Gramm und ihre Kopf-Rumpf-Länge auf etwa 30 cm geschätzt. Genauere Maße liegen nicht vor, weil die Art bislang nur durch ein einziges, mangelhaft erhaltenes Exemplar bekannt ist. Die Vangunu-Riesenratte ist endemisch auf der Salomoneninsel Vangunu, wo sie im Primärwald des Tieflandes gefunden wurde. Sie lebt auf Rosenapfelbäumen der Art Dillenia salomonensis, in deren Geäst und Baumhöhlen sie sich Nester baut.
Der Holotyp, auf dessen Grundlage die Art 2017 von Tyrone Lavery und Hikuna Judge wissenschaftlich erstbeschrieben wurde, ist 2015 bei Baumfällarbeiten auf Vangunu gefangen worden. Untersuchungen ihrer Zahnstruktur und ihres Erbgutes zufolge gehört die Vangunu-Riesenratte zur Untergattung Cyromys, die ansonsten auf das benachbarte Guadalcanal beschränkt ist. Über den Bestand der Art ist nichts bekannt. Der von ihr bewohnte Primärwald erstreckt sich über eine Fläche von maximal 81 km² und geht durch Holzernte zurück. Die Vangunu-Riesenratte wird deshalb seit 2019 in die Kategorie „vom Aussterben bedroht“ (critically endangered) der IUCN-Liste der bedrohten Arten eingestuft.
2023 gelang es erstmals, diese Art mittels Wildkamera zu fotografieren.

## Merkmale
Die Vangunu-Riesenratte ist auch für eine Riesenrattenart relativ groß. Ihre Schädellänge liegt bei rund 50 mm und erreicht damit die für ihre Gruppe üblichen Maße. Da bislang nur ein halb verwestes Exemplar für Untersuchungen zur Verfügung stand, lassen sich über Kopf-Rumpf-Länge, Schwanzlänge und andere wichtige Maße keine sicheren Aussagen treffen. Weil die meisten vorhandenen Maße aber im Bereich der nahe verwandten Nacktschwanzratte Solomys salebrosus liegen, ist es wahrscheinlich, dass die Vangunu-Riesenratte in etwa deren Gewicht von 290–460 g und deren Kopf-Rumpf-Länge von 225–328 mm erreicht.
Die Art besitzt 16 mm lange Rückenhaare von gelbbräunlich-grauer Farbe. Die Deckhaare sind bis zu 18 mm lang. In der Bezahnung unterscheidet sich U. vika von anderen Vertretern der Untergattung Cyromys durch eine sehr kurze obere Zahnreihe und ein sehr kurzes Foramen incisivum. Außerdem tritt ihre zygomatische Platte kaum hervor. Der für die Gattung typische Mosaikschwanz ist fast vollständig haarlos. Seine Mosaikschuppen besitzen in der Mitte einen winzigen Höcker, der von fleischigem Gewebe umgeben ist; sie sind in Ringen um den Schwanz angeordnet. Die Hinterfüße der Art sind relativ breit, oberseitig nur dünn behaart und mit kräftigen, stark gebogenen Krallen besetzt, was auf einen sehr langen Schwanz hindeutet.

## Verbreitung und Lebensraum
Die Vangunu-Riesenratte ist bislang nur von zwei Sichtungen und einem 2015 gefangenen Exemplar bekannt, die alle von der Salomoneninsel Vangunu stammen. Da Vangunu während der letzten Eiszeit mit den Nachbarinseln New Georgia, Kolombangara und Nggatokae verbunden war, besteht die Möglichkeit, dass auch dort bislang unbekannte Vorkommen existieren. Sämtliche Funde der Art stammen von Rosenapfelbäumen der Art Dillenia salomonensis, von denen die Tiere während Baumfällarbeiten flohen. Diese Bäume sind auf den Tieflandregenwald der Salomonen beschränkt, dort aber häufig. Die obere Verbreitungsgrenze der Art wird analog zur Verbreitung von D. salomonensis auf 400 m über dem Meeresspiegel geschätzt. Insgesamt erstrecken sich die Wälder rund um den Fundort der Art auf etwa 81 km².

## Lebensweise
Über die Lebensweise die Vangunu-Riesenratte ist nur wenig bekannt. Die Tiere bauen Nester in den Farnen, die in den Kronen von Dillenia salomonensis wachsen, bewohnen aber auch Baumhöhlen. Nagespuren an Canarium-Nüssen (C. indicum und C. salomonense) weisen auf die Möglichkeit hin, dass sich die Vangunu-Riesenratte von ihnen ernährt; sie könnten aber auch von anderen großen Ratten stammen.

## Taxonomie und Systematik
Auf die Existenz der Vangunu-Riesenratte deuteten für die Mammalogie bereits früh Berichte von Bewohnern von Vangunu sowie biogeographische Überlegungen hin. Zwischen den bekannten Arten von Uromys auf Guadalcanal sowie auf Neubritannien (U. neobritannicus) und Neuguinea (U. caudimaculatus) besteht eine geographische Lücke mit geeignetem Habitat von rund 900 km, das aber lange Zeit nicht zum Verbreitungsgebiet der Gattung zählte. Zugleich waren von Vangunu spätestens seit den 1990ern Berichte über eine große Ratte bekannt, die sich von Kokosnüssen ernährt und auf alten Plantageninseln wie Boluchupa und Mahoro vor der Küste Vangunus beheimatet ist. Auch den Einheimischen waren die Riesenratten zumindest aus Erzählungen und Kinderliedern bekannt. Als Tyrone Lavery 2010 bei einem Besuch von der Existenz einer solchen Ratte erfuhr, unternahmen er und seine Mitarbeiter mehrere Versuche, die Tiere mittels Fotofallen, Lebendfallen, Feldbeobachtungen und der Durchsuchung von Baumhöhlen zu dokumentieren. Diese Anstrengungen blieben jedoch allesamt erfolglos. Lediglich ein Stück Kot, das Canarium-Reste und Nagetierhaare enthielt, konnte dabei 2011 zu Tage gefördert werden. Da zudem die Kenntnis heimischer Arten unter der Bevölkerung über die Generationen abnimmt, konnte nicht mit Sicherheit davon ausgegangen werden, dass es sich nicht vielmehr um Hausratten (Rattus rattus) handele.
2015 schließlich fingen Holzfäller ein Tier, das aus einem gefällten D.-salomonensis-Baum floh, und verletzten es dabei schwer. Es starb kurz darauf und wurde zu Konservierungszwecken vergraben, bis der Kadaver zehn Tage darauf von Hikuna Judge in Gewahrsam genommen werden konnte. Zu diesem Zeitpunkt waren kaum noch Weichteile erhalten. Der Erhaltungszustand erschwerte die Untersuchung des Tieres, dennoch konnten Lavery und Judge anhand des ihnen vorliegenden Materials von einer bislang unbeschriebenen Art ausgehen. 2017 publizierten sie schließlich ihre Erstbeschreibung. Als Artepitheton wählten sie vika, den auf Vangunu gebräuchlichen Namen für die Tiere.
Die Details des Dentalapparates sowie DNA-Untersuchungen ordnen U. vika in die Verwandtschaft der auf Guadalcanal vorkommenden Uromys-Arten U. rex, U. imperator und U. porculus ein, die in der Untergattung Cyromys zusammengefasst werden. Uromys ist mit Vangunu und Guadalcanal nur von den südlichen Salomonen bekannt, während die nahe verwandten Gattungen Solomys und Melomys nur im nördlichen Teil des Archipels vorkommen. Dies lässt darauf schließen, dass beide Gruppen die Salomonen unabhängig voneinander erreichten und sich vor Ort in verschiedene Arten aufteilten. U. vika wäre demnach Teil einer ökologisch sehr diversen Radiation auf den südlichen Salomonen, die von einem Vorfahren von Neuguinea oder Neubritannien ausging, der auf den südlichen Salomonen offenbar keine anderen Nagetiere antraf. Die genauen Verwandtschaftsbeziehungen von U. vika mit anderen austro-papuensischen Ratten ist aber bislang nicht geklärt.

## Gefährdungsstatus
Mangels genauerer Bestands- und Verbreitungsdaten liegen für Uromys vika keine Einschätzungen zum Bedrohungsstatus vor. Da die Art aber in den letzten Jahren nur selten gesichtet wurde und das Waldgebiet rund um den Fundort des Holotyps mit 81 km² relativ klein und überdies im Rückgang begriffen ist, sehen Tyrone Lavery und Hikuna Judge eine Einstufung in die IUCN-Kategorie critically endangered (vom Aussterben bedroht) als gerechtfertigt an. Insbesondere der kommerzielle Holzabbau auf Vangunu ist dabei eine Gefährdungsursache für die Art.